# ستيف غرين
ستيف غرين (بالإنجليزية: Steve Green)‏ (2 يوليو 1976 بكينغستون في جامايكا - ) هو لاعب كرة قدم جامايكي في مركز الوسط. شارك مع منتخب جامايكا لكرة القدم. أما مع النوادي، فقد لعب مع Tivoli Gardens F.C. ‏.

## وصلات خارجية
- ستيف غرين على موقع قاعدة بيانات كرة القدم.إي يو (الإنجليزية)
- ستيف غرين على موقع ناشيونال فوتبول تيمز (الإنجليزية)